# Symmetriebrechung
Als Symmetriebrechung (englisch symmetry breaking; selten auch Symmetriebruch genannt) wird in der Physik die Verletzung einer Symmetrie und speziell der Phasenübergang von einer Phase oder einem Zustand höherer Symmetrie in eine Phase oder einen Zustand geringerer Symmetrie bezeichnet.

## Brechung einer kontinuierlichen Symmetrie
Ein Beispiel ist ein Ferromagnet in der Festkörperphysik. Oberhalb der Curie-Temperatur ist das System drehsymmetrisch, darunter ist eine Magnetisierung in einer bestimmten Richtung vorhanden. Das ist ein Beispiel für den Bruch einer kontinuierlichen Symmetrie, der immer mit dem Auftreten masseloser Anregungen, der Goldstonebosonen, verbunden ist.

## Brechung einer diskreten Symmetrie
Ein Beispiel einer gebrochenen diskreten Symmetrie ist die Verletzung der Paritätssymmetrie bei der schwachen Wechselwirkung (siehe Paritätsverletzung) sowie die CP-Verletzung, die in der Kosmologie eine der Voraussetzungen für die Existenz der sichtbaren Materie im Universum ist (Baryonenasymmetrie).

## Biologie und Virologie
Biologische Organismen bevorzugen einheitlich eine bestimmte Form chirale Moleküle:  L-Aminosäuren und D-Kohlenhydrate (Homochiralität).
Dies bedeutet eine Symmetriebrechung durch die Biosphäre der Erde.
Bei Viren wird die ideale (diskrete) Ikosaeder-Symmetrie des Kapsids in der Gattung Mimivirus durch das Vorhandenseins eines Pols (Sternenstruktur, auch ‚Stargate‘ genannt) gebrochen, so dass nur eine Achse verbleibt. Ähnlich verhält es sich mit dem einzigen Spike („Dorn“) in der weitläufig verwandten Gattung Chlorovirus; sowie mit den langgestreckten Kapsiden von Myoviren und Siphoviren. In der Virologie werden diese Symmetrien sensu lato als ikosaedrisch bezeichnet, die strenge Ikosaeder-Form nennt man dort isometrisch.